# Tempo di Planck
In fisica il tempo di Planck è il tempo che impiega un fotone che viaggia con velocità c (quindi nel vuoto) per percorrere una distanza pari alla lunghezza di Planck. È l'unità naturale del tempo ed è considerato il più breve intervallo di tempo misurabile.
Il tempo di Planck è dato dalla relazione
{\displaystyle t_{P}={\sqrt {\frac {\hbar G}{c^{5}}}}}
dove:
- {\displaystyle \hbar } è la costante di Planck ridotta (o la costante di Dirac)
- {\displaystyle G} è la costante gravitazionale
- {\displaystyle c} è la velocità della luce nel vuoto.

Inserendo i valori delle tre costanti universali si ottiene
{\displaystyle t_{P}\approx 5,39\times 10^{-44}\;s}
{\displaystyle 1\;s\approx 1,855\times 10^{43}\;t_{P}}

## La granularità del tempo
Il tempo di Planck è il "quanto del tempo", cioè il più piccolo intervallo temporale misurabile, che abbia quindi un significato fisico.  Ciò comporta, ad esempio, che in cosmologia risulti privo di senso chiedersi come fosse l'Universo nell’era di Planck, ovvero fra il Big Bang e 1 {\displaystyle t_{P}} (1 tempo di Planck). L'età stimata dell'universo è 4,36×1017 s ovvero circa 8,09×1060 tP.
L'idea che ci sia un valore minimo per la durata di un intervallo temporale, cioè che il tempo sia granulare, è antica. Già Democrito potrebbe averla avanzata, ma le sue opere sono andate perdute. Sappiamo invece con certezza che Isidoro di Siviglia, un filosofo del VII secolo, sostenne questa idea nelle sue Etymologiae e così pure il Venerabile Beda nell'opera De Divisionibus Temporum. Pochi secoli dopo, nel XII secolo, anche la Guida dei Perplessi di Maimonide affermò che "Il tempo è composto da atomi, cioè da molte parti che non possono essere ulteriormente suddivise, a causa della corta durata". Lo stesso concetto lo troviamo in sant'Agostino.